# Піцигая (Арджеш)
Піцигая (рум. Pițigaia) — село у повіті Арджеш в Румунії. Входить до складу комуни Стилпень.
Село розташоване на відстані 109 км на північний захід від Бухареста, 26 км на північний схід від Пітешть, 127 км на північний схід від Крайови, 79 км на південний захід від Брашова.

## Населення
За даними перепису населення 2002 року у селі проживали 49 осіб, усі — румуни. Усі жителі села рідною мовою назвали румунську.